# 车里宣慰司
车里军民宣慰使司是明朝的一个宣慰使司，位于今云南省西双版纳傣族自治州。
车里之地原为景龙金殿国。元朝时期内附，设置彻里军民总管府。1382年（洪武十五年），车里的召片领刀坎内附。洪武帝以其地改置为车里军民府，以刀坎为知府。后来在1384年（洪武十七年）改置为车里军民宣慰使司，以刀坎为宣慰使。清朝时，称车里宣慰使司。